# Кадыров, Ислам Вахаевич
Ислам Вахаевич Кадыров (род. 18 июля 1987, Центарой, Чечено-Ингушская АССР) — чеченский государственный деятель. Мэр Грозного с 9 ноября 2012 по 8 июля 2015 (и. о. 8 октября — 9 ноября 2012). Самый молодой мэр города в истории России на момент назначения (25 лет).
В прошлом — заместитель Председателя Правительства Чеченской Республики — министр имущественных и земельных отношений Чеченской Республики, бывший руководитель Администрации Главы и Правительства Чеченской Республики. Племянник Рамзана Кадырова — главы Чеченской Республики.

## Биография
Родился 18 июля 1987 в селе Центарой Шалинского района (ныне село Ахмат-Юрт Курчалоевского района) Чечено-Ингушской АССР. В 2003 году он окончил местную среднюю школу, в 2010 получил диплом экономиста в Махачкалинском Институте финансов и права по специальности «Финансы и кредит».
В 2006—2012 годах Кадыров служил в подразделении СОБР «Терек» органов внутренних дел Чеченской Республики. 16 февраля 2009 в возрасте 22 лет стал помощником главы Чечни (до ноября 2012 года), в январе 2012 года был назначен первым заместителем мэра города Грозного. С 28 мая 2012 года — заместитель председателя правительства и министр имущественных и земельных отношений Чечни. 8 октября 2012 года в возрасте 25 лет избран и. о. мэра города Грозного, а 9 ноября 2012 года официально утвержден в должности. Таким образом, он стал самым молодым мэром в истории России.
С 8 июля 2015 по 1 ноября 2016 года — руководитель администрации главы и правительства Чеченской Республики.
С 1 ноября 2016 года — заместитель председателя правительства Чеченской Республики.
В апреле 2017 года Кадыров был отстранён от всех занимаемых постов и должностей, некоторое время содержался под домашним арестом. Продолжил работать в правоохранительных органах. 25 октября 2019 года в отношении него началась проверка после появления скандального видео, предоставленного журналистами телеканала «Грозный». По утверждению авторов сюжета, материалы были записаны личной пресс-службой бывшего чиновника, а общий хронометраж съёмки составляет около восьми часов. На кадрах видно, что Кадыров грубо разговаривает с задержанными по подозрению в мошенничестве местными жителями, избивает и унижает их, использует электрошокер, а также угрожает ложным обвинением в финансировании терроризма.

## Личная жизнь
Женат на племяннице супруги Рамзана Кадырова — Медни Кадыровой. Воспитывает четверых детей.

## Награды
- Орден им. Ахмата Кадырова (Указ Главы ЧР за № 336 от 9 января 2011 года).
- Орден Мужества (Указ Президента Российской Федерации за № 70868 от 4 марта 2010 года).